# Vampiri! (strip)
Vampiri! je epizoda Zagora objavljena u br. 148. u izdanju Veselog četvrtka. Na kioscima se pojavila 6. juna 2019. Koštala je 270 din. (2,27 €; 2,65 $) Imala je 94 strane.

## Originalna epizoda
Originalna epizoda pod nazivom Vampiri! objavljena je premijerno u br. 616. regularne edicije Zagora u izdanju Bonelija u Italiji 3. novembra 2016. Epizodu je nacrtao Rafaele dela Monika, a scenario napisao Jakopo Rauk. Epizodu je kolorizovao Fabio Piccatto. Naslovnicu je nacrtao Alessandro PIccinelli. Koštala je 3,9 €.

## Kratak sadržaj
Zagor i Čiko primaju pismo u kome ih doktor Metervelić poziva da mu se pridruže u Grinvilu, selu na Planinama praznoverja gde se dešavaju uznemirujući događaji. Oni smesta kreću jer se tp mesto nalazi u blizini mesta na kome je nestao baron Rakoši za koga se verovalo da je izgoreo kada je izbio požar u njegovom poslednjem skrovištu. U blizini Grinvila Zagor i Čiko spašavaju jednu ženu i njenu ćerku od nemrtvih koji su im opsedali kuću. Kasnje je Meteverlić potvrdio da se u selu raširila empidemija vampirizma. Za to vreme, nekoliko tajanstvenih cigana traže čoveka po imenu Veber.

## Ponovo pojavljivanje vampira
Grofica Varga se pojavljuje po četvrti put. Ranije se pojavljivala u epizodama Tajna Fride Lang (VČOP-17), Crni brod (VČOP-24), Vampirica Ylenia (Zagor VČ57-59). Grof Rakoši se pojavljuje takođe po četvrti put. radi se o epiozdama Zagor protiv vampira (Veseli četvrtak Odabrane priče-3), Povratak vampira (VČOP-7; ZS611-613), Tajna Fride Lang (VČOP-17).

## Prethodna i naredna epizoda
Prethodna epizoda nosila je naslov Zenit 666 (#147), a naredna U potrazi za Rakošijem (#149).